# Uniwersytety we Włoszech
Uniwersytety we Włoszech – szkoły wyższe należące do pierwszych tego typu instytucji w Europie Zachodniej. Włochy są krajem, gdzie kształtowały się średniowieczne uniwersytety, które były przykładem funkcjonowania dla innych powstających europejskich uczelni.

## Historia
Do najstarszych uczelni należą: Uniwersytet w Salerno powstały w IX wieku i Uniwersytet Bolonii założony w 1088 roku. Kolejnymi uczelniami były Uniwersytet w Padwie założony w 1222 i Uniwersytet w Neapolu (1224), ufundowany przez Fryderyka II, Uniwersytet Florencji (1308), oraz uniwersytety w Pizie, Pawii i Turynie.

## Rodzaje uczelni
We Włoszech działa obecnie 95 szkół wyższych. Większość uniwersytetów jest publiczna i określana zwykle nazwą miejscowości lub regionu. Istnieje również kilka uniwersytetów niepublicznych, między innymi mediolański Uniwersytet Bocconiego, specjalizujący się w ekonomii, oraz Katolicki Uniwersytet Najświętszego Serca. Istnieją także dwie elitarne uczelnie wyłączone z ogólnego systemu szkolnictwa wyższego i wzorowane na francuskich tak zwanych wielkich szkołach Scuola Normale di Pisa i Scuola Superiore di Sant’Anna. Obydwie cieszą się dużym międzynarodowym prestiżem.

## Autonomia uniwersytetów
Autonomia uniwersytetów jest gwarantowana przepisami konstytucji oraz ustawy nr 240 z dnia 30 grudnia 2010 r. o zasadach organizacji uniwersytetów, pracowników naukowych i rekrutacji, jak również o kompetencjach Rządu w zakresie podniesienia jakości i efektywności systemu uniwersyteckiego.
Autonomia finansowa uniwersytetów jest niewielka. Za jej elementy należy uznać: zobowiązanie władz publicznych do zapewnienia uczelniom publicznym środków finansowych niezbędnych do wykonywania ich zadań oraz prawo przenoszenia niewykorzystanych środków publicznych na kolejny rok. Uczelnie we Włoszech nie posiadają prawa prowadzenia działalności gospodarczej niezależnie od działalności edukacyjnej i naukowej. Nie mogą zbywać aktywów.

## Instytucje przedstawicielskie i kontrolne
Instytucjami przedstawicielskimi uniwersytetów są: Konferencja Rektorów Uniwersytetów Włoskich (Conferenza dei rettori delle universita italiane) oraz Państwowa Rada Uniwersytecka (Consiglio Universitario Nazionale). Organem właściwym w zakresie zewnętrznego zapewnienia jakości uniwersytetów jest utworzona w 2010 r. Państwowa Agencja do spraw Oceny Systemu Uniwersyteckiego i Badań Naukowych (Agenzia Nazionale di valutazione del sistema universitario e della ricerca).

## Struktura studiów
Struktura studiów oparta jest na trzech cyklach (Laurea, Laurea Specialistica/Magistrale, Dottorato di Ricerca).

## Organizacja roku akademickiego
Rok podzielony jest na dwa semestry. Każdy kurs trwa nie dłużej niż semestr, zaś egzaminy są przeprowadzane na początku (wrzesień), w środku (od połowy stycznia do końca lutego) i na końcu roku szkolnego (od połowy maja do połowy lipca). Stopnie są w skali od 1 do 30, przy czym 18 jest wymaganym minimum dla zdania egzaminu.

## Lista uniwersytetów
- Lacjum (Lazio)
  - Rzym:
    - Uniwersytet Rzymski „La Sapienza” (Università degli Studi di Roma „La Sapienza”)
    - Università degli Studi di Roma 3
    - Università degli Studi „Tor Vergata”
    - Libera Università Internazionale degli Studi Sociali
    - Uniwersytet Niccolò Cusano (Università degli Studi Niccolò Cusano)
    - Pontificia Università Gregoriana
    - Pontificio Ateneo della Santa Croce
    - Papieski Uniwersytet Świętego Tomasza z Akwinu

  - Cassino: Università degli Studi di Cassino
  - Viterbo: Università degli Studi della Tuscia
- Abruzja (Abruzzi)
  - L’Aquila: Università degli Studi dell’Aquila
  - Chieti-Pescara: Università degli Studi „F. d’Annunzio”
  - Teramo: Università degli Studi di Teramo
- Apulia (Puglia)
  - Bari: Università degli Studi di Bari
  - Lecce: Università degli Studi di Lecce
- Basilicata
  - Università degli Studi della Basilicata
- Emilia-Romania (Emilia-Romagna)
  - Bolonia: Uniwersytet Boloński (Università degli Studi di Bologna)
  - Parma: Università degli Studi di Parma
  - Modena: Università degli Studi di Modena
  - Ferrara: Università degli Studi di Ferrara
- Friuli-Wenecja Julijska (Friuli-Venezia Giulia)
  - Triest: Università degli Studi di Trieste
  - Udine: Università degli Studi di Udine
- Kalabria (Calabria)
  - Reggio di Calabria: Università degli Studi Mediterranea di Reggio Calabria
  - Cosenza: Università degli Studi della Calabria
  - Catanzaro: Università degli Studi di Catanzaro
- Kampania (Campagna)
  - Neapol
    - Uniwersytet w Neapolu (Università degli Studi „Federico II” di Napoli)
    - Università degli Studi di Napoli „Parthenope”
    - Istituto Universitario Orientale

  - Salerno: Università degli Studi di Salerno
  - Benewent: Università degli Studi del Sannio
- Liguria
  - Genua: Università degli Studi di Genova
- Lombardia
  - Mediolan
    - Università commerciale Luigi Bocconi
    - Università Cattolica del Sacro Cuore
    - Università degli Studi di Milano
    - Università degli Studi di Milano-Bicocca

  - Pawia: Uniwersytet w Pawii (Università degli Studi di Pavia)
  - Brescia
    - Università degli Studi di Brescia
    - Università Cattolica del Sacro Cuore

  - Bergamo: Università degli Studi di Bergamo
- Marche
  - Camerino: Università degli Studi di Camerino
  - Macerata: Università degli Studi di Macerata
  - Urbino: Università degli Studi di Urbino
- Molise
  - Campobasso: Università degli Studi del Molise
- Piemont (Piemonte)
  - Università del Piemonte Orientale
  - Turyn: Uniwersytet Turyński (Università degli Studi di Torino)
- Sardynia (Sardegna)
  - Cagliari: Università degli Studi di Cagliari
  - Sassari: Università degli Studi di Sassari
- Sycylia (Sicilia)
  - Katania: Università degli Studi di Catania
  - Mesyna: Università degli Studi di Messina
  - Palermo: Università degli Studi di Palermo
- Toskania (Toscana)
  - Florencja: Uniwersytet Florencki (Università degli Studi di Firenze)
  - Piza: Uniwersytet w Pizie (Università degli Studi di Pisa)
  - Siena: Università degli Studi di Siena
- Trydent-Górna Adyga (Trentino-Alto Adige)
  - Bolzano: Libera Universita' di Bolzano
  - Trydent: Università degli Studi di Trento
- Umbria
  - Perugia: Università degli Studi di Perugia
- Wenecja Euganejska (Veneto)
  - Padwa: Uniwersytet Padewski (Università degli Studi di Padova)
  - Wenecja: Università degli Studi di Venezia „Ca’ Foscari”
  - Werona: Università degli Studi di Verona